# Gäu

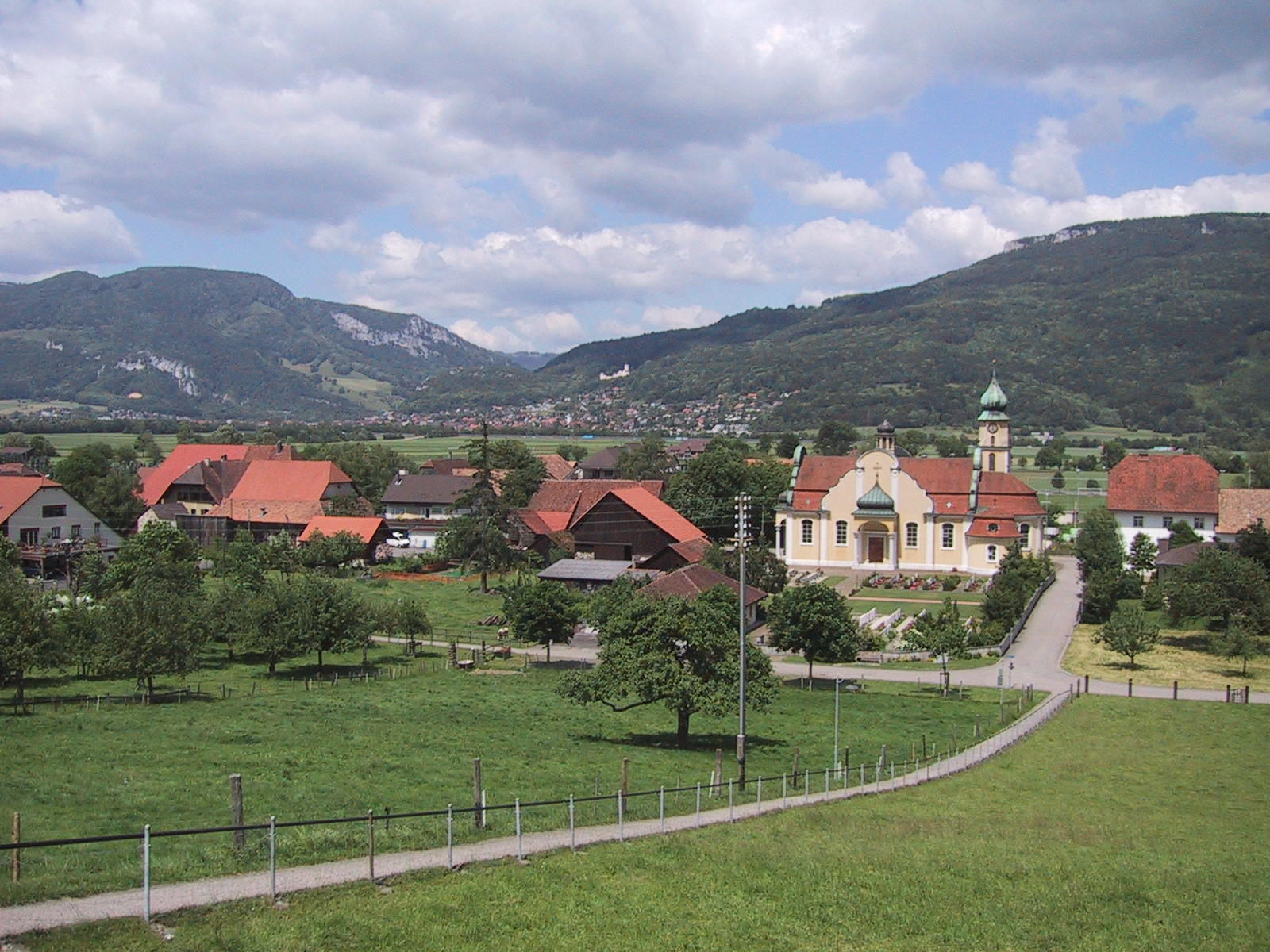
Kestenholz, i bakgrunden Oensingen och borgen Neu-Bechburg

Gäu är ett förvaltningsdistrikt (Bezirk) i kantonen Solothurn i Schweiz. Distriktet har 8 kommuner (Gemeinden) och tillhör amtet (Amtei) Thal-Gäu.

## Geografi
Distriktet omfattar ett område mellan den södra Jurakedjan och Aare. De flesta bor längs ån Dünnerns slättliknande dalgång som är ett viktigt jordbruksområde. I trevägs-motorvägskorsningen vid Egerkingen möts motorvägarna N1 och N2.

## Historia
Borgen Neu-Bechburg vid Oensingen började byggas på 1200-talet.
Solothurn förvärvade Gäu under åren 1402 till 1518.
Huvudnäringen var länge jordbruk. Sedan motorvägarna anlades under 1960-talet har många företag etablerat sig, ofta verksamma inom logistik.

## Kommuner
- Egerkingen
- Härkingen
- Kestenholz
- Neuendorf
- Niederbuchsiten
- Oberbuchsiten
- Oensingen
- Wolfwil